# Trophée des champions 2009
Navigation
Bordeaux 2008 Radès 2010
L'édition 2009 du Trophée des champions est la 33e édition du Trophée des champions. Le match oppose le Football Club des Girondins de Bordeaux, champion de France 2008-2009 à l'En avant de Guingamp, vainqueur de la Coupe de France 2008-2009. Il s'agit de la première édition disputée à l'étranger, à Montréal (Canada). Elle a été retransmise sur Direct 8 en France et sur la télévision de Radio-Canada au Canada.
Le match arbitré par le Canadien Steven Depiero se déroule le 25 juillet 2009 au Stade olympique de Montréal, devant 34 068 spectateurs. Les Bordelais s'imposent sur le score de 2 à 0 avec des buts de l'Argentin Fernando Cavenaghi et du Brésilien Fernando Menegazzo, remportant ainsi leur troisième trophée de l'année 2009. Yoann Gourcuff, le milieu de terrain des Girondins, est élu homme du match.

## Feuille de match
Les règles du match sont les suivantes : la durée de la rencontre est de 90 minutes. S'il y a toujours match nul, une séance de tirs au but est réalisée. Trois remplacements sont autorisés pour chaque équipe.
| 25 juillet 2009 | FC Girondins de Bordeaux       | 2-0   | EA Guingamp | Stade olympique de Montréal                     |                                                 |
| 21h00 (UTC+2)   | Cavenaghi 38e · Fernando 90+1e | (1-0) |             | Spectateurs : 34 068 Arbitrage : Steven Depiero | Spectateurs : 34 068 Arbitrage : Steven Depiero |
| 21h00 (UTC+2)   | Rapport                        |       |             | Spectateurs : 34 068 Arbitrage : Steven Depiero | Spectateurs : 34 068 Arbitrage : Steven Depiero |

| Bordeaux | Guingamp |

| BORDEAUX :    |    |                    |  |     |
|               |    |                    |  |     |
| G             | 1  | Cédric Carrasso    |  |     |
| D             | 3  | Henrique           |  |     |
| D             | 21 | Mathieu Chalmé     |  | 74e |
| D             | 27 | Marc Planus        |  |     |
| D             | 28 | Benoît Trémoulinas |  |     |
| M             | 4  | Alou Diarra        |  |     |
| M             | 17 | Wendel             |  | 78e |
| M             | 18 | Jaroslav Plašil    |  | 64e |
| M             | 8  | Yoann Gourcuff     |  |     |
| A             | 29 | Marouane Chamakh   |  |     |
| A             | 9  | Fernando Cavenaghi |  | 64e |
| Remplaçants : |    |                    |  |     |
| G             | 16 | Ulrich Ramé        |  |     |
| D             | 6  | Franck Jurietti    |  |     |
| M             | 5  | Fernando Menegazzo |  | 64e |
| M             | 10 | Jussiê             |  | 78e |
| M             | 22 | Grégory Sertic     |  |     |
| A             | 7  | Yoan Gouffran      |  | 64e |
| A             | 11 | David Bellion      |  |     |
| Entraîneur :  |    |                    |  |     |
| Laurent Blanc |    |                    |  |     |

| GUINGAMP :    |    |                      |  |     |
|               |    |                      |  |     |
| G             | 1  | Stéphane Trévisan    |  |     |
| D             | 2  | Yves Deroff          |  | 65e |
| D             | 6  | Bakary Koné          |  |     |
| D             | 29 | Luís Delgado         |  |     |
| D             | 5  | Mustapha Diallo      |  | 60e |
| M             | 18 | Fabrice Colleau      |  |     |
| M             | 20 | Richard Soumah       |  | 69e |
| M             | 23 | Igor Djoman          |  | 16e |
| M             | 25 | Mouri Ogunbiyi       |  |     |
| M             | 26 | Thibault Giresse     |  | 55e |
| A             | 7  | Sébastien Grax       |  |     |
| Remplaçants : |    |                      |  |     |
| G             | 33 | Mael Illien          |  |     |
| G             | 16 | Guillaume Gauclin    |  |     |
| D             | 21 | Thierry Argelier     |  | 65e |
| M             | 10 | Alharbi El Jadeyaoui |  | 55e |
| M             | 17 | Jugurtha Hamroun     |  |     |
| A             | 11 | Hervé Bazile         |  | 69e |
| A             | 14 | Mohamed Soly         |  |     |
| Entraîneur :  |    |                      |  |     |
| Victor Zvunka |    |                      |  |     |